# Gilles Müller
Gilles Müller (* 9. května 1983, Schifflange) je bývalý lucemburský profesionální tenista, nejlepší hráč v historii státu. Ve své kariéře na okruhu ATP World Tour vyhrál dva singlové turnaje. Na challengerech ATP a událostech Futures získal k srpnu 2011 deset titulů ve dvouhře a tři ve čtyřhře. V roce 2001 vyhrál juniorku US Open a probojoval se do finále juniorky ve Wimbledonu.
Na žebříčku ATP byl nejvýše ve dvouhře klasifikován v červenci 2017 na 21. místě a ve čtyřhře v květnu téhož roku na 74. místě. K roku 2011 jej trénoval Benoît Carelli.
V sezónách 2004 a 2005 zaznamenal výhry nad hráči, kteří byli klasifikováni jako mužské světové jedničky. V úvodním kole na US Open porazil Andyho Roddicka, ve Wimbledonu zdolal Rafaela Nadala a v semifinále Legg Mason Tennis Classic 2004 ve Washingtonu, D.C. také Andre Agassiho.

## Finále na turnajích ATP a Futures
| Legenda                |
| Grand Slam (0)         |
| Tennis Masters Cup (0) |
| ATP Masters Series (0) |
| ATP Tour (0)           |
| Challengery (6)        |
| Futures (4)            |

### Dvouhra (23)

#### Vítěz (10)
| Č.  | Datum             | Turnaj        | Povrch | Soupeř ve finále   | Výsledek        |
| 1.  | 9. dubna 2001     | Kuvajt        | tvrdý  | Hermes Gamonal     | 4–6, 7–63, 7–66 |
| 2.  | 11. února 2002    | Glasgow       | tvrdý  | Maximilian Abel    | 7–64, 7–63      |
| 3.  | 22. dubna 2002    | Montego Bay   | tvrdý  | Julien Cassaigne   | 6–3, 7–64       |
| 4.  | 26. srpna 2002    | Florianópolis | antuka | Rodrigo Monte      | 3–6, 7–66, 6–1  |
| 5.  | 21. července 2003 | Valladolid    | tvrdý  | Iván Navarro       | 6–4, 6–3        |
| 6.  | 19. dubna 2004    | Neapol        | antuka | Arnaud di Pasquale | 7–67, 16–7, 6–1 |
| 7.  | 28. června 2004   | Córdoba       | tvrdý  | Nicolás Almagro    | 6–1, 6–2        |
| 8.  | 7. dubna 2008     | Humacao       | tvrdý  | Iván Miranda       | 7–5, 7–62       |
| 9.  | 26. května 2008   | Izmir         | tvrdý  | Kristian Pless     | 7–5, 6–3        |
| 10. | 5. června 2011    | Nottingham    | tráva  | Matthias Bachinger | 7–6(4), 6–2     |

#### Finalista (13)
| Č.  | Datum             | Turnaj           | Povrch    | Vítěz              | Výsledek       |
| 1.  | 21. dubna 2003    | Neapol           | antuka    | Richard Gasquet    | 6–4, 6–4       |
| 2.  | 29. března 2004   | Salinas          | tvrdý     | Alejandro Falla    | 56–7, 6–2, 6–2 |
| 3.  | 21. června 2004   | Andorra la Vella | tvrdý     | Kevin Kim          | 6–4, 6–0       |
| 4   | 16. srpna 2004    | Washington, D.C. | tvrdý     | Lleyton Hewitt     | 6–3, 6–4       |
| 5.  | 25. července 2005 | Los Angeles      | tvrdý     | Andre Agassi       | 6–4, 7–5       |
| 6.  | 17. dubna 2006    | Bermuda          | antuka    | Fernando Vicente   | 2–6, 6–2, 7–63 |
| 7.  | 8. října 2007     | Rennes           | tvrdý     | Philipp Petzschner | 6–3, 6–4       |
| 8.  | 15. října 2007    | Kolding          | tvrdý     | Lukáš Lacko        | 7–63, 6–4      |
| 9.  | 14. února 2010    | Bergamo          | tvrdý (h) | Karol Beck         | 6–4, 6–4       |
| 10. | 7. března 2010    | Cherbourg        | tvrdý (h) | Nicolas Mahut      | 6–4, 6–3       |
| 11. | 17. října 2010    | Taškent          | tvrdý     | Karol Beck         | 6–74, 6–4, 7–5 |
| 12. | 8. ledna 2011     | Nouméa           | tvrdý     | Vincent Millot     | 7–66, 2–6, 6–4 |
| 13. | 13. února 2011    | Bergamo          | tvrdý (h) | Andreas Seppi      | 3–6, 6–3, 6–4  |